# Slaktbänk
Slaktbänk är ett arbetsredskap för slaktare. Bänken har en funktion liknande en sågbock vars syfte är att fixera samt tillåta en lämplig arbetsställning. Slaktbänken används i första hand vid lammslakt eller för djur i liknande storlek, för större djur som nöt/storboskap används slaktbår.
När djuret avlivats och stuckits lyfts det upp på bänken med ryggen ned och klövarna upp därefter lägger slaktaren de grundläggande flåsnitten, lossar klövar samt flår kroppen. Att använda en slaktbänk höjer den hygieniska kvalitén på slaktkroppen och dess slutprodukt – köttet. Efter att djuret har flåtts hängs djuret upp från slaktbänken och resterande arbetsmoment följer som  urtagning, lossande av skalle, klyvning samt rensning.
Slaktbänken är oftast tillverkad i metall för att möjliggöra en god renhållning.